# Lampione
 Ikke at forveksle med Lampion.
Lampione er den vestligste af øerne i øgruppen de Pelagiske øer syd for Sicilien. Den har et aral på 1,2 km² og er ubeboet. Det eneste tegn på menneskelig aktivitet er et fyr, der imidlertid nu er nedlagt. Det højeste punkt er 36 m.o.h. Havet omkring øen er kendt for sine mange hajer.
- Wikimedia Commons har flere filer relateret til Lampione

35°33′6.3″N 12°19′16.3″Ø / 35.551750°N 12.321194°Ø